# Die totale Erinnerung – Total Recall
Die totale Erinnerung – Total Recall ist ein US-amerikanischer Science-Fiction-Film des niederländischen Regisseurs Paul Verhoeven aus dem Jahr 1990 mit Arnold Schwarzenegger in der Hauptrolle. Der Film basiert auf der 1966 als We Can Remember It For You Wholesale erschienenen Kurzgeschichte Erinnerungen en gros von Philip K. Dick. Der Film startete am 26. Juli 1990 in den deutschen Kinos. Am 1. März 2022 kam der Film digital überarbeitet und ungeschnitten nochmal für einen Tag in die deutschen Kinos.

## Handlung
Der Bauarbeiter Douglas „Doug“ Quaid führt im Jahr 2084 ein befriedigendes, aber wenig ereignisreiches Leben mit seiner attraktiven Frau Lori. Quaid träumt wiederholt und intensiv von einem anderen Leben auf dem inzwischen kolonisierten Planeten Mars. In diesen Träumen taucht immer wieder eine brünette Frau auf, mit der ihn etwas zu verbinden scheint.
Angeregt von einer Werbung beschließt er, die Dienste von REKALL Inc. in Anspruch zu nehmen. REKALL verspricht seinen Kunden, künstliche Erinnerungen einzupflanzen, die nicht von echten zu unterscheiden seien. Obwohl der Kunde vorher darüber informiert wird, dass das „Erlebte“ nicht real ist, sollen die „Erinnerungen“ dieselben Emotionen wie echte Erlebnisse auslösen. Sein Arbeitskollege Harry warnt Quaid davor, zu Rekall zu gehen, weil er entweder um dessen Sicherheit besorgt ist oder, wie sich später herausstellt, als Handlanger von Cohaagen, dem korrupten Gouverneur des Mars, verhindern will, dass Quaid seine unterdrückten Erinnerungen zurückerlangt. Trotzdem will sich Quaid die Erinnerung an einen Urlaub auf dem Mars einpflanzen lassen, zu dem er schon immer eine Affinität verspürte. Der Verkäufer kann ihn zudem überzeugen, zusätzlich das Ego-Trip-Paket zu buchen, bei dem er die Erinnerungen eines Geheimagenten implantiert bekommen soll, der schließlich den Planeten rettet. Das Paket beinhaltet alles was Quaid sich in seinen Träumen wünscht: Abenteuer, Action und eine Romanze.
Mitten in der Implantierung dieser Erinnerung treten jedoch Probleme auf, weil dabei bereits vorhandene Erinnerungen an ein früheres Leben als Agent entdeckt werden. Dies löst chaotische Ereignisse aus, bei denen Quaid nicht mehr sicher ist, was Realität ist und was nicht. Quaid wird daher aus REKALL verwirrt und ohne Erinnerung an seinen Besuch entlassen. Es stellt sich heraus, dass Quaid keine normalen Erinnerungen hat; er selbst könnte tatsächlich ein Agent sein. Plötzlich ist in Quaids Leben nichts mehr wie vorher: Mehrere Männer, angeführt von Harry, greifen ihn auf offener Straße an und versuchen, ihn zu töten. Quaid entdeckt, dass er Kampfkunst-Fähigkeiten besitzt, die er sich vorher nicht zugetraut hätte. Dabei tötet er   Harry und dessen Begleiter in Notwehr, ohne dass er wissentlich jemals ein Kampftraining absolviert hätte. Er flieht zu seiner Frau Lori, doch auch diese will ihn plötzlich töten. Er kann sie überwältigen und erfährt von ihr, dass sein bisheriges Leben nur aus künstlich implantierten Erinnerungen besteht und somit eine einzige Lüge ist.
Als neue Verfolger auftauchen, kann Quaid gerade noch mit der Metro entkommen. Auf seiner Flucht steigt er in einem Hotel ab, in dem ihn ein Fremder kontaktiert, der sich als Geheimagent vom Mars zu erkennen gibt und ihm einen Koffer mit Geld, Waffen, Ausrüstung, falschen Ausweisen und einer Videobotschaft zuspielt, in der ihm sein früheres Selbst, Hauser, offenbart, dass seine jetzige Identität manipuliert wurde und ihn auffordert, zum Mars zu reisen. Hauser habe als Geheimagent auf dem Mars gearbeitet, bis er schließlich aus Liebe zu einer Frau die Seiten gewechselt habe und seitdem gegen den Mars-Gouverneur Vilos Cohaagen arbeite, der auf dem roten Planeten wie ein Diktator herrscht. Als Hauser bei der Ausübung seiner Agententätigkeit einige Geheimnisse erfährt, die Cohaagen gefährlich werden könnten, und man sein Doppelspiel aufdeckt, wurde sein Gedächtnis gelöscht und er selbst auf der Erde mit falscher Identität unter systematische Überwachung gestellt.
Quaid kann seine Häscher schließlich abschütteln und in Verkleidung auf den Mars gelangen. Dort begegnet er Personen, die ihn als Hauser wiedererkennen. Er findet Anschluss an eine Widerstandsbewegung, angeführt von Kuato, einem Mutanten mit telepathischen Kräften. Auf einen Hinweis seines Alter Egos Hauser hin trifft er die Untergrundkämpferin Melina, die der brünetten Frau aus seinen Träumen gleicht.
Im weiteren Verlauf taucht Quaids „Ehefrau“ Lori wieder auf und versucht zusammen mit Dr. Edgemar, einem Arzt von REKALL, ihn davon zu überzeugen, dass alles nicht real sei und er sich noch immer im Labor von REKALL auf der Erde befinde. Es habe eine Komplikation gegeben, nun liege er im Koma und müsse eine Pille einnehmen, um aus diesem Koma zu erwachen. Quaid fällt beinahe auf die beiden herein, doch ein Schweißtropfen auf der Stirn des Arztes überzeugt ihn von der Realität der Ereignisse, woraufhin Quaid beide erschießt.
Quaid und Melina fliehen in das Mutantenviertel Sektor G, in dem das Hauptquartier der Rebellen untergebracht ist. Nun ruft Cohaagen den Notstand aus und stellt die Luftversorgung des Sektors G vollständig ein, um Quaid zur Aufgabe zu zwingen. Mit Hilfe des Rebellenführers Kuato gelingt es Quaid sich wieder an seine wahre Mission zu erinnern: Er soll die Macht von Cohaagen stürzen, der den Mars kontrolliert, einschließlich des Sauerstoffs, den die Kolonisten zum Überleben brauchen. Kurz darauf werden Quaid und Melina jedoch von Cohaagens Truppen gefangen genommen und Kuato wird getötet.
Cohaagen eröffnet ihm, dass er in Wirklichkeit Hauser sei und immer noch in seinem Auftrag handele. Cohaagen ließ ihm die Erinnerung an das fiktive Leben Douglas Quaids zusammen mit einem unwiderstehlichen Drang zum Mars als falsche Erinnerung ins Gehirn einpflanzen, um ihn dazu zu bringen, zum Mars zu reisen und so – unfreiwillig – die Widerstandsbewegung zu infiltrieren und zu zerschlagen. Cohaagen will verhindern, dass die Widerstandsbewegung hinter ein Geheimnis kommt: Bei Minenarbeiten wurde eine gigantische Höhle entdeckt, die bis auf den Eiskern des Planeten hinabreicht. In diese Höhle haben Außerirdische vor ca. 500.000 Jahren einen riesigen Reaktor gebaut, der in der Lage ist, einen Teil des Eiskerns zu schmelzen und so Sauerstoff freizusetzen. Sollte die Existenz dieser Maschine bekannt und diese zur Erzeugung einer Atmosphäre aktiviert werden, wäre Cohaagens an die Kontrolle der Atemluft gebundene Herrschaft über die Marsbevölkerung beendet.
Kurz bevor Hausers frühere Identität in seinem Gehirn reaktiviert werden kann, können Quaid und Melina fliehen. Nach dem finalen Kampf gegen Cohaagen und seine Handlanger können Quaid und Melina den Reaktor aktivieren und so eine Atmosphäre auf dem Mars herstellen. Dabei stirbt Cohaagen an der explosiven Dekompression seines Körpers, während Quaid und Melina durch die neu produzierte Luft in letzter Minute gerettet werden.
Schließlich stehen Quaid und Melina auf einem Berg und fragen sich, ob das Erlebte real oder nur ein Traum war. Dann küssen sie sich, bis die Sonne durch die Wolken bricht und alles überstrahlt.

## Synchronisation
Die deutsche Synchronisation entstand nach einem Dialogbuch und unter der Dialogregie von Ronald Nitschke im Auftrag der West-Berliner Hermes Synchron.
| Darsteller            | Sprecher              | Rolle                  |
| --------------------- | --------------------- | ---------------------- |
| Arnold Schwarzenegger | Thomas Danneberg      | Douglas Quaid / Hauser |
| Sharon Stone          | Heike Schroetter      | Lori                   |
| Rachel Ticotin        | Traudel Haas          | Melina                 |
| Ronny Cox             | Christian Rode        | Vilos Cohaagen         |
| Michael Ironside      | Hans-Werner Bussinger | Richter                |
| Michael Champion      | Eberhard Prüter       | Helm                   |
| Marshall Bell         | Kurt Goldstein        | George                 |
| Marshall Bell         | Arnold Marquis        | Kuato                  |
| Mel Johnson Jr.       | Ronald Nitschke       | Benny                  |
| Roy Brocksmith        | Hans Nitschke         | Dr. Edgemar            |
| Roger Cudney          | Martin Keßler         | Agent mit Koffer       |
| Mark Carlton          | Jörg Döring           | Barkeeper              |
| Ray Baker             | Reinhard Kuhnert      | Bob McClane            |
| Bob Tzudiker          | Hans-Jürgen Wolf      | Doktor                 |
| Rosemary Dunsmore     | Marianne Lutz         | Dr. Lull               |
| Ken Strausbaugh       | Peter Flechtner       | Einwanderungs-Officer  |
| David Knell           | Patrick Winczewski    | Ernie                  |
| Marc Alaimo           | Lothar Köster         | Everett                |
| Robert Costanzo       | Karl Schulz           | Harry                  |
| Ken Gildin            | Ingo Albrecht         | Hotel-Angestellter     |
| Rebecca Ruth          | Eva-Maria Werth       | Journalistin           |
| Ellen Gollas          | Eva-Maria Werth       | Marsianerin            |
| Mickey Jones          | Marlin Wick           | Minenarbeiter          |
| Sasha Rionda          | Anna Predleus         | Mutantentochter        |
| Paula McClure         | Katharina Koschny     | Nachrichtensprecherin  |
| Frank Kopyc           | Marlin Wick           | Techniker              |
| Debbie Lee Carrington | Eva-Maria Werth       | Thumbelina             |
| Dean Norris           | Gerald Paradies       | Tony                   |
| Milt Tarver           | H.H. Müller           | Werbe-Ansager          |
| Chuck Sloan           | H.H. Müller           | Wissenschaftler        |

## Kritiken
Der Film erhielt überwiegend positive Kritiken. Das Filmkritik-Portal Rotten Tomatoes gibt für den Film 81 % positive Rezensionen an und er hat einen Metascore von 57 von 100 bei Metacritic.

„In der Belanglosigkeit und enttäuschenden geistigen Armut der Geschichte […] kommt der konsequent über den ganzen Film verteilten […] Atmosphäre der Gewalttätigkeit erhöhte Bedeutung zu, […].“

„Seine tricktechnischen Leistungen sind die einzige Originalität des inhaltlich epigonalen und uninspirierten Films, der die wirre Erlösergeschichte um falsche Identitäten lediglich ausbreitet, um eine rabiate Action-Maschinerie zu entfesseln.“

„Paul Verhoeven (‚RoboCop‘) entfesselt ein Effektspektakel mit philosophischem Hintersinn – nach der Story ‚Erinnerungen en gros‘ von Philip K. Dick. Fazit: Ganz großes Effekt-Kino.“

„Auf den ersten Blick sehr schlicht, wirft das bewusst kitschig gehaltene Ende effektiv die Frage auf, ob das Ganze nun doch nur ein Traum war. […] So lässt der Film verschiedene Lesarten zu und empfiehlt sich zur nochmaligen Ansicht. Während dieser offenbaren sich plötzlich neue Details und vermeintliche Logikschwächen (die es zuhauf gibt) ergeben in ihrer Funktion den Status Quo zu hinterfragen plötzlich einen Sinn. […] Die zynischen Comedy-Elemente sind nicht zu übersehen. Nebst inhaltlicher Tiefe überzeugt ‚Total Recall‘ gerade auch als eine der schrägsten und makabersten Science-Fiction-Komödien aller Zeiten.“

James Berardinelli schrieb auf ReelViews, der Film sei „blutig, aber chic“ (bloody yet chic), wobei er die Regie von Paul Verhoeven lobte. Berardinelli lobte ebenfalls die Leinwandpräsenz von Arnold Schwarzenegger.

## Nominierungen und Auszeichnungen
Oscarverleihung 1991
- Rob Bottin (Maskenbildner), Eric Brevig, Alex Funke und Tim McGovern erhielten für die visuellen Effekte einen Special Achievement Award
- Michael J. Kohut, Carlos Delarios, Aaron Rochin und Nelson Stoll wurden für den Besten Ton nominiert
- Stephen Hunter Flick wurde für den Besten Tonschnitt nominiert

Der Film gewann 1991 den Saturn Award in zwei Kategorien, darunter als bester SF-Film, und wurde in sieben weiteren Kategorien für den Saturn Award nominiert – darunter Arnold Schwarzenegger, Rachel Ticotin, Paul Verhoeven und Jerry Goldsmith. Er wurde ebenfalls 1991 wegen der visuellen Spezialeffekte für den BAFTA Award nominiert.
Jerry Goldsmith gewann für seine Filmmusik 1991 den BMI Film Music Award.

## Hintergründe
Der Film basiert auf der Kurzgeschichte Erinnerungen en gros des amerikanischen Science-Fiction-Autors Philip K. Dick. Die Suche nach der Wirklichkeit ist in der Kurzgeschichte erheblich wichtiger. Hier werden auch nicht die Mars-, sondern die Erdenbewohner gerettet. Die Figur Cohaagens sowie der meisten anderen Filmfiguren kommen in Dicks Kurzgeschichte nicht vor.
- Der Film hatte ein Budget von über 65 Millionen US-Dollar. Weltweit wurden in den Kinos 261,3 Millionen US-Dollar eingespielt. Allein in den USA spielte der Film 119,4 Millionen US-Dollar ein.[13] In Deutschland waren etwa 1,9 Millionen Zuschauer im Kino.[14]

- Die Anfangsszenen (auf der Erde) wurden unter anderem in Mexiko-Stadt in den Metrostationen Chabacano und Universidad (Flucht in die Metro) und der Glorieta Insurgentes (Taxifluchtszene) gedreht.

- In Starship Troopers spielten Michael Ironside, Dean Norris und Marshall Bell nach Total Recall in einem weiteren Film Verhoevens mit.

- Die Spezialeffekte lieferten Eric Brevig, B.J. Rack und Industrial Light & Magic.

## Altersfreigaben
Aufgrund drastischer Darstellung von Gewalt erhielt der Film in Deutschland ursprünglich eine Altersfreigabe ab 18 Jahren und wurde zudem am 28. März 1991 durch die BPjS indiziert. Im August 2011 wurde die Originalfassung wieder von der Liste der jugendgefährdenden Medien gestrichen und am 19. August 2011 von der FSK ab 16 Jahren freigegeben.
Die Urversion des Films war noch blutiger und gewalttätiger und musste, um überhaupt die Freigabe R-Rated in den Vereinigten Staaten zu erlangen, gekürzt werden. Diese Fassung ist nie erschienen, und eine Veröffentlichung ist nicht geplant.
Es existiert auch eine um etwa zwei Minuten gekürzte Fassung mit einer Altersfreigabe ab 16 Jahren, die regelmäßig im deutschen Free-TV ausgestrahlt wird. Mittlerweile wird aber auch die ungekürzte FSK-18-Fassung im Spätprogramm ausgestrahlt.

## Fortsetzungen, Neuverfilmung und Romanfassung
Zeitgleich mit dem Film erschien eine Romanfassung von Piers Anthony.
Für das Fernsehen wurde ab 1998 eine Serie namens Total Recall 2070 produziert, die sich lose an dem Film orientierte. Sie wurde nach einer Staffel abgesetzt.
2001 entstand unter der Regie von Jeffrey Schwarz die 30-minütige Dokumentation Imagining Total Recall, die einen Blick hinter die Kulissen und exklusive Interviews bietet. Dieses Making-of wurde erstmals 2001 auf der amerikanischen Special-Limited-Edition-DVD veröffentlicht.
In der Neuverfilmung Total Recall spielt Colin Farrell die Rolle des Douglas Quaid. Kinostart in Deutschland war der 23. August 2012.